# Minice (hradiště)
Minice jsou pravěké hradiště jižně od stejnojmenné vesnice u Kralup nad Vltavou v okrese Mělník. Nachází se na ostrožně nad soutokem Holubického a Zákolanského potoka. Jeho zbytky jsou chráněné jako kulturní památka ČR.

## Historie
Hradiště vzniklo v šestém století před naším letopočtem v průběhu mladší doby halštatské. Zaniklo ve stejném století přibližně po sedmdesáti letech existence. Pravděpodobnou příčinou zániku byl požár. Funkce hradiště je nejistá, ale předpokládá se, že bylo sídlem tehdejších elit a plnilo funkci kultovního centra.
V sedmdesátých a osmdesátých letech dvacátého století probíhal archeologický výzkum vedený Miloslavem Slabinou, během kterého bylo získáno několik desítek tisíc nálezů tvořených především zlomky keramiky a zvířecími kostmi. K výjimečným nálezům patří nejstarší keramika v Čechách vyrobená pomocí hrnčířského kruhu, trojbřitá bronzová šipka, náhrdelník z mořského korálu nebo bronzový jehelníček.

## Stavební podoba
Hradiště bývalo trojdílné. Na západní straně se nacházelo vnitřní hradiště s akropolí o rozměrech 40 × 40 metrů. Východně od ní bývalo hlavní hradiště s plochou 200 × 50 metrů a severně od něj se nacházelo předhradí. Další předhradí se mohlo nacházet na východě, kde současně s hradištěm vznikla osada, která přetrvala až do časné doby laténské.
V prostoru severního předhradí s rozlohou dva hektary byly doloženy polozemnice, zásobní jámy a jamky po kůlech. Na severní a východní straně předhradí vymezovala více než dva metry vysoká mez. Výzkum prokázal její přirozený původ, protože jádro meze tvoří žíla buližníku.
Z opevnění vlastního hradiště se dochoval rozoraný val, který je pozůstatkem tři metry široké kamenné hradby, která chránila přístupnou východní stranu. Před hradbou býval příkop čtyři metry široký a dva metry hluboký. Příčné opevnění navazovalo na hradbu, která bez příkopu chránila jižní stranu. Hradba, jejíž výška byla odhadnuta na tři metry, byla založena pod okrajem ostrožny na buližníkových balvanech, které nesly stěnu z nasucho kladených břidlicových ploten. Prudký svah pod jižní hradbou je upraven do tří výrazných teras, které nebyly zkoumány. Severní terasovitá strana hradiště nebyla opevněna, a chránilo ji pouze předhradí.
Akropole byla od hradiště oddělena šedesát metrů dlouhým, tři metry hlubokým a až šest metrů širokým příkopem. Severní, západní a jižní stranu chránila tři metry široká hradba tvořená dvojicí zdí. Prostor mezi nimi byl zasypán kameny. Terén severní části ostrožny byl uměle zarovnán. V navážce, která se opírala o vnitřní stranu hradby, byly nalezeny artefakty kultury šňůrových pohárů a únětické kultury.
Ve vzdálenosti osmi metrů od příkopu stála obdélná budova s půdorysem 12 × 8 metrů. Její delší osa byla orientována v severojižním směru. Budova měla kamennou dlažbu s jílovitou dusanou podlahou, kterou obklopovala kamenná zídka. Podobná budova s rozměry 6 × 3 metry a orientací východ–západ stávala na severním okraji akropole.